# Helicobacter acinonychis
Helicobacter acinonychis е грам-негативна спирална бактерия, която колонизира стомаха и дванадесетопръстника. Това е специфичен вид, който се среща при гепардите и причинява остър и хроничен гастрит и дуоденит. Видът е фенотипно сходен с Helicobacter pylori.
Helicobacter acinonychis е микроаерофилен организъм, за чието съществуване и развитие е нужно минимално количество кислород. Клетките са с дължина от 2 µm и ширина 0,3 µm. Нормално се развиват при температура от 37 °C и се деактивира при температури под 25 °C и над 42 °C. Микроорганизмите продуцират уреаза, каталаза, оксидаза, алкална фосфатаза и гама-глутамил транспептидаза. Те преработват глюкоза, манитол, холин, инозитол, сорбитол, захароза, амигдалин, арабиноза и други.